# 中国民生信托
中国民生信托（英語：China Minsheng Trust Co., Ltd.）是一家中国信托公司，控股股东为武汉中央商务区股份有限公司。

## 历史
1994年公司前身中国旅游国际信托投资有限公司成立于北京，2012年12月进行重组股权变更，2013年4月更名为现在名字。2019年11月张博被任命为董事长，田吉申被任命为公司总裁。